# Peperomia minuta
Peperomia minuta är en pepparväxtart som beskrevs av Arthur William Hill. Peperomia minuta ingår i släktet peperomior, och familjen pepparväxter. Inga underarter finns listade i Catalogue of Life.